# Måste vägen till Curaçao gynga så?
"Måste vägen till Curaçao gynga så?" (uttal här: kyraså) är en sång av Povel Ramel, som handlar om vådlig sjögång och sjösjuka.
Visan är sjungen på grammatiskt felaktig svenska, som av någon som inte kan prata det ordentligt. Ramel skrev visan ombord på motorfartyget M/S San Blas 1959 och framförde den sedan på båten. San Blas Chibidarra, sjunger han, och enligt honom själv är Chibidarra papiamento (ett språk som talas på Curaçao) för En sådan rackarns båt. Texten kan dock även uttydas som ”Sån blåst tji bedarra” det vill säga ”Sådan blåst bedarrar inte”, en typisk ramelsk dubbeltydighet. I visan förekommer även ordet tummelduns för första gången, det vill säga ljudet av tumlare som slår mot en båt.
Sången framfördes första gången i radio i programmet Frukostklubben 1959, och gavs ut på EP-skiva, skivmärke Knäppupp, året därpå.